# Битва за Ель-Кут
Битва за Ель-Кут — бій, що проходив з 5 квітня по 7 квітня 2004 року в Ель-Куті (провінція Васит), місті дислокації українських військ в Іраку. Українське миротворче з'єднання було атаковане бойовиками Армії Магді. Українці прийняли бій і протягом кількох годин утримували доручені під їхню охорону об’єкти.

## Передпочаток бойових дій
Після закриття в кінці березня 2004 року (за дезінформацію, розпалювання ненависті до США і закликів до насильства) тимчасовою адміністрацією Іраку газети «Al-Hawza», що належала Муктаду аль-Садру, одному з духовних лідерів мусульман-шиїтів Іраку, і арешту одного з його основних помічників, аль-Садр виступив з несподівано гарячою проповіддю, і вже наступного дня, 3 квітня, по всьому шиїтському півдню пронеслася хвиля протестів, яка 4 квітня переросла в збройне повстання «Армії Магді». Загони «Армії Магді» почали наступ в Ан-Наджафі, Куфі, Ель-Куті і Садр-Сіті, захоплюючи громадські будівлі і поліцейські ділянки, вступаючи у збройні сутички з коаліційними силами.

## Перебіг бойових дій
Провінція Васит, зона відповідальності української бригади, розташовується у центральній частині Іраку. Завдяки українцям, вона була відносно спокійна, проте лише до квітня 2004 р. Бойовики воєнізованого крила «Армія Магді», перетворивши мирні мітинги на збройні виступи, завдали удари по деяких підрозділах Коаліційних об'єднаних оперативних сил (КООС) в Іраку. У сусідніх провінціях Ан-Наджафі та Кербелі, де розташовані шиїтські святині, бойовики захопили мечеті, перетворили їх у фортеці, і коаліціянтам доводилося застосовувати значні сили, щоб ліквідувати ці осередки опору. Велика кількість бойовиків «Армії Магді» перемістилася в провінцію Васит, щоб і тут розпочати активні збройні виступи проти Багатонаціональних сил. Провінція перебувала під контролем українського контингенту, який не мав ні важкого озброєння, ні артилерії, ні навіть мінометів, тому і вона, і адміністративний центр місто Ель-Кут для бойовиків були легкою здобиччю.
6 квітня о 6.50 ранку, від патрульної групи 61-го батальйону надійшло повідомлення про появу на вулицях Ель-Кута груп озброєних людей. А вже близько полудня рухливі патрулі українського контингенту піддалися обстрілу. Від потрапляння пострілу РПГ-7 в борт бронетранспортера отримав смертельне поранення кулеметник КПВТ рядовий Руслан Андрощук. Українці відкрили вогонь на ураження.
Бойовиками широко застосовувалося легку стрілецьку зброю, гранатомети РПГ-7, вівся снайперський вогонь. О 14.30 почався обстріл будівлі тимчасової адміністрації, яке охороняла 3-тя рота 61-го омб. Близько 16.00 рухливі підрозділи змушені були відійти на ближній берег річки Тигр. Позиції 3-й роти 61-го батальйону в Ель-Куті і північно-східна частина базового табору українців піддалися мінометному обстрілу. У відповідь був відкритий вогонь з ротних гранатометів АГС-17, що значно послабило інтенсивність ворожого вогню. Проте, активна перестрілка бойовиків і підрозділів 5-ї бригади йшла ще протягом доби.
Під вечір шалені атаки бойовиків дещо стихли, а згодом взагалі припинилися. Проте наше командування приймає рішення відвести підрозділи в базовий табір і покинути місто. У Ель-Куті залишилася лише рота 61-го батальйону, яку було заблоковано в будівлі тимчасової цивільної адміністрації. Ніч з 6-го на 7 квітня українські бійці разом з американськими, англійськими і польськими працівниками адміністрації пережили під шаленим мінометним вогнем і дощем з куль і гранат. Але ще до світанку о 5-й годині підрозділ, здійснивши блискавичний обманний маневр і по дорозі знищивши до десяти вогневих точок, без жодної втрати прибув до базового табору.

## Результат
За даними американської розвідки, за перший день боїв у Ель-Куті українці знищили 180–200 бойовиків.[джерело?] Втрати українців: один загиблий і шестеро отримали легкі поранення.